# GB A 3/5 931–938
Die Gotthardbahn-Gesellschaft (GB) beschaffte 1908 noch 8 Schlepptender-Dampflokomotiven der Bauart A 3/5. Sie erhielten schon ab Werk die zukünftigen SBB-Nummern 931–938. Der Kaufpreis wird mit 146 000 Schweizer Franken angegeben.

## Hintergrund
Die Lokomotiven waren eigentlich eine Nachbestellung der ersten Serie der A 3/5, besassen aber schon seit der Auslieferung einen Überhitzer. Auch waren sie an die soeben von Maffei ausgelieferten C 4/5 angelehnt. Diese Firma war auch für den Entwurf und Pläne verantwortlich. Infolge der gewünschten Auslieferung vor der Verstaatlichung wurden vier Lokomotiven nach den Plänen von Maffei bei der SLM gebaut.
Technisch sind sich diese Lokomotiven und die ab 1907 von SLM an die SBB gelieferten A 3/5 ähnlich.

## Technisches
Heizflächenmässig und damit auch in der Dampfleistung entsprach der Kessel der C 4/5. Er war aber im Durchmesser kleiner, dafür länger. Die Feuerbüchse war mit 3120 mm recht lang, bedingt durch die grossen Räder aber schmal und besass einen Kipprost zur Entschlackung. Damit hatte sie eine kleinere Rostfläche als die C 4/5. Die Kesselmitte befand sich 2800 mm über der Schienenoberkante. Er trug anfänglich zwei Dampfdome. Im vorderen war der Überhitzer (Dampftrockner) der Bauart Clench untergebracht, im hinteren befand sich der Dampfsammler. Der vordere Dampfdom wurde entfernt, als der Schmidt-Überhitzer nachträglich (1913–1915) anstelle des Clench eingebaut wurde. Zugleich wurde die vordere Rohrwand um 600 mm zurückversetzt. Der Kessel hatte nun eine neue Rohrlänge von 4200 mm und nur noch 198 m³ Inhalt. Auch wurde beim Umbau der Regulatorkopf vom vorderen in den hinteren Dampfdom verlegt.

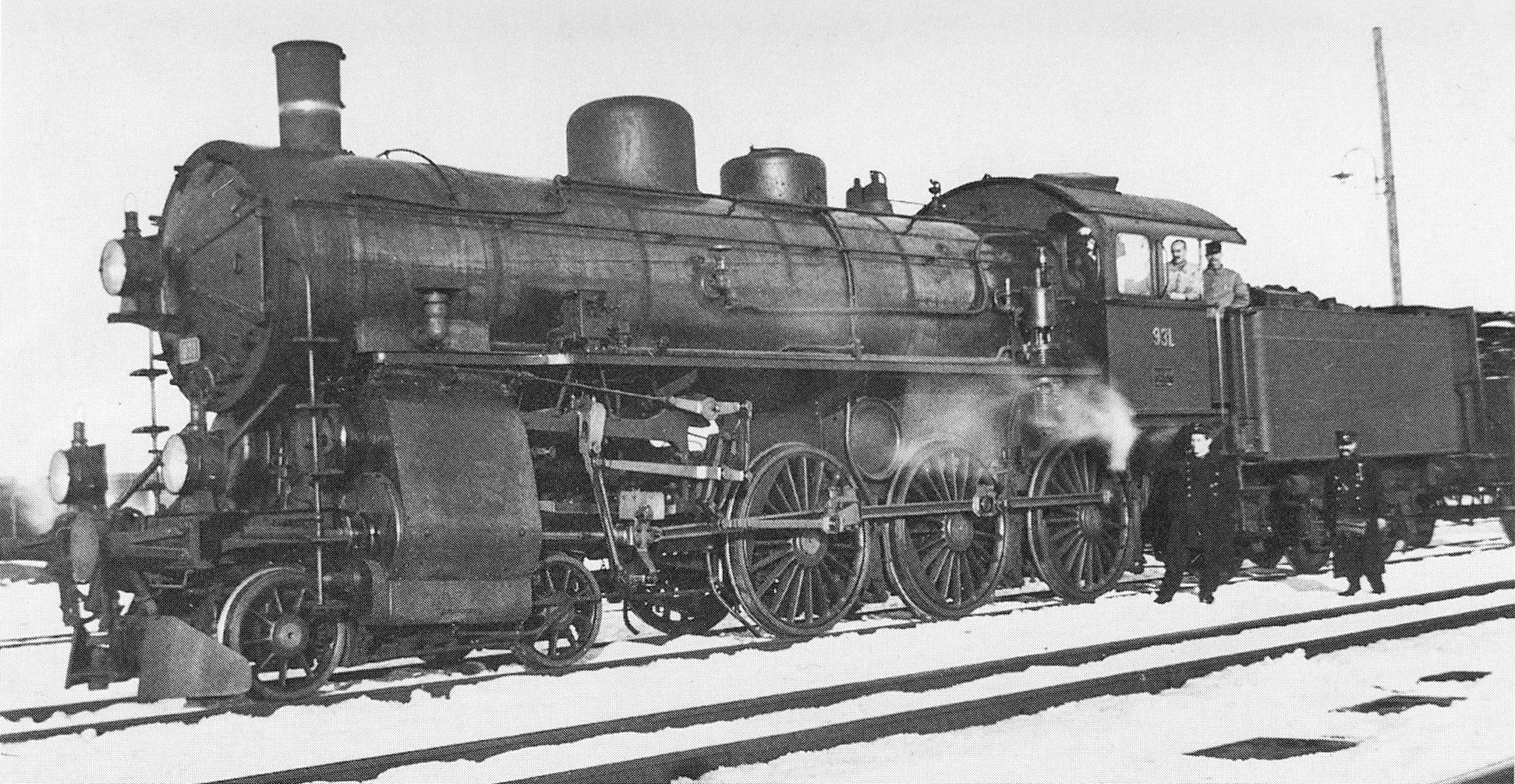
Lokomotive A 3/5 Nr. 938 in Göschenen.

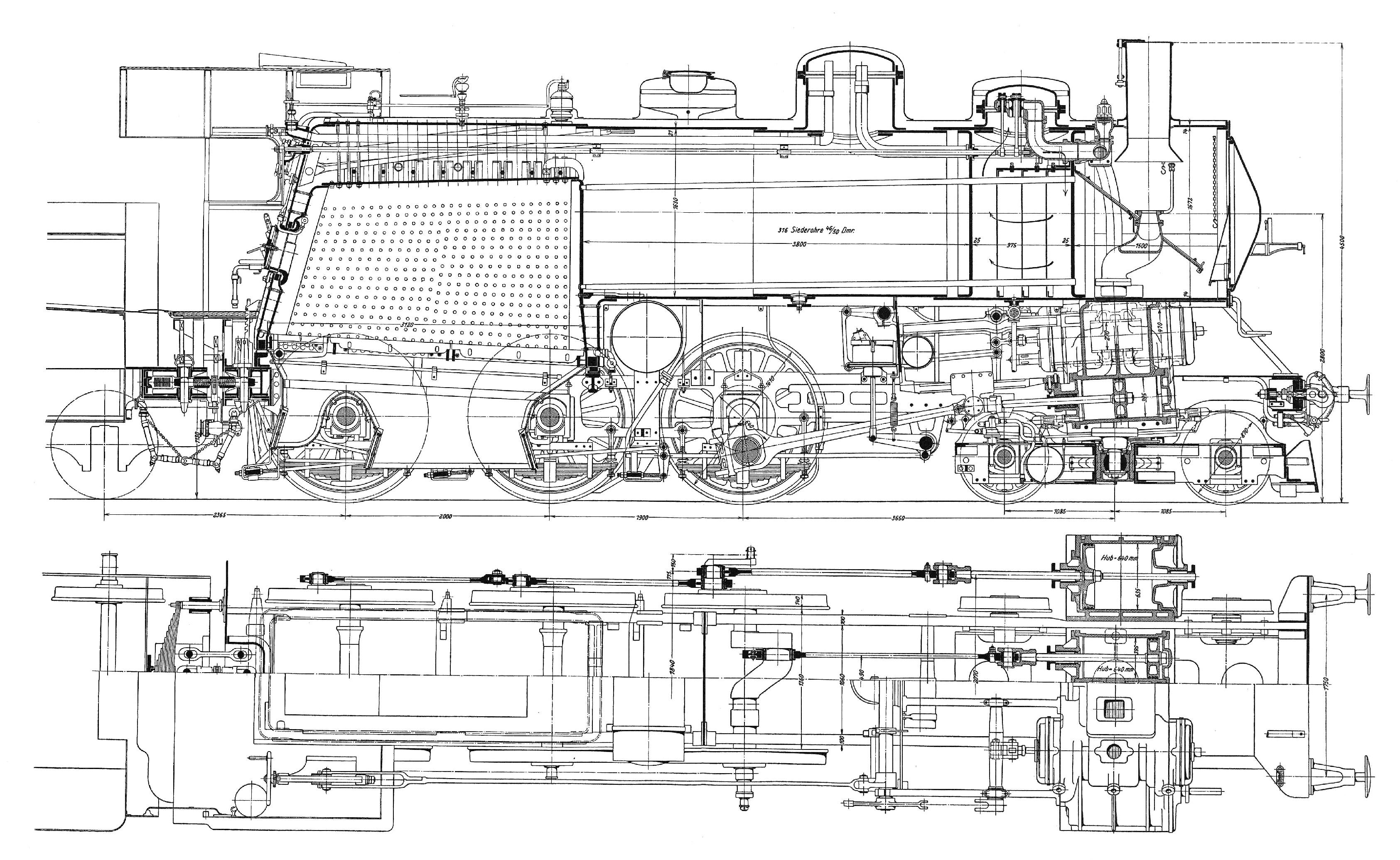
Typenplan

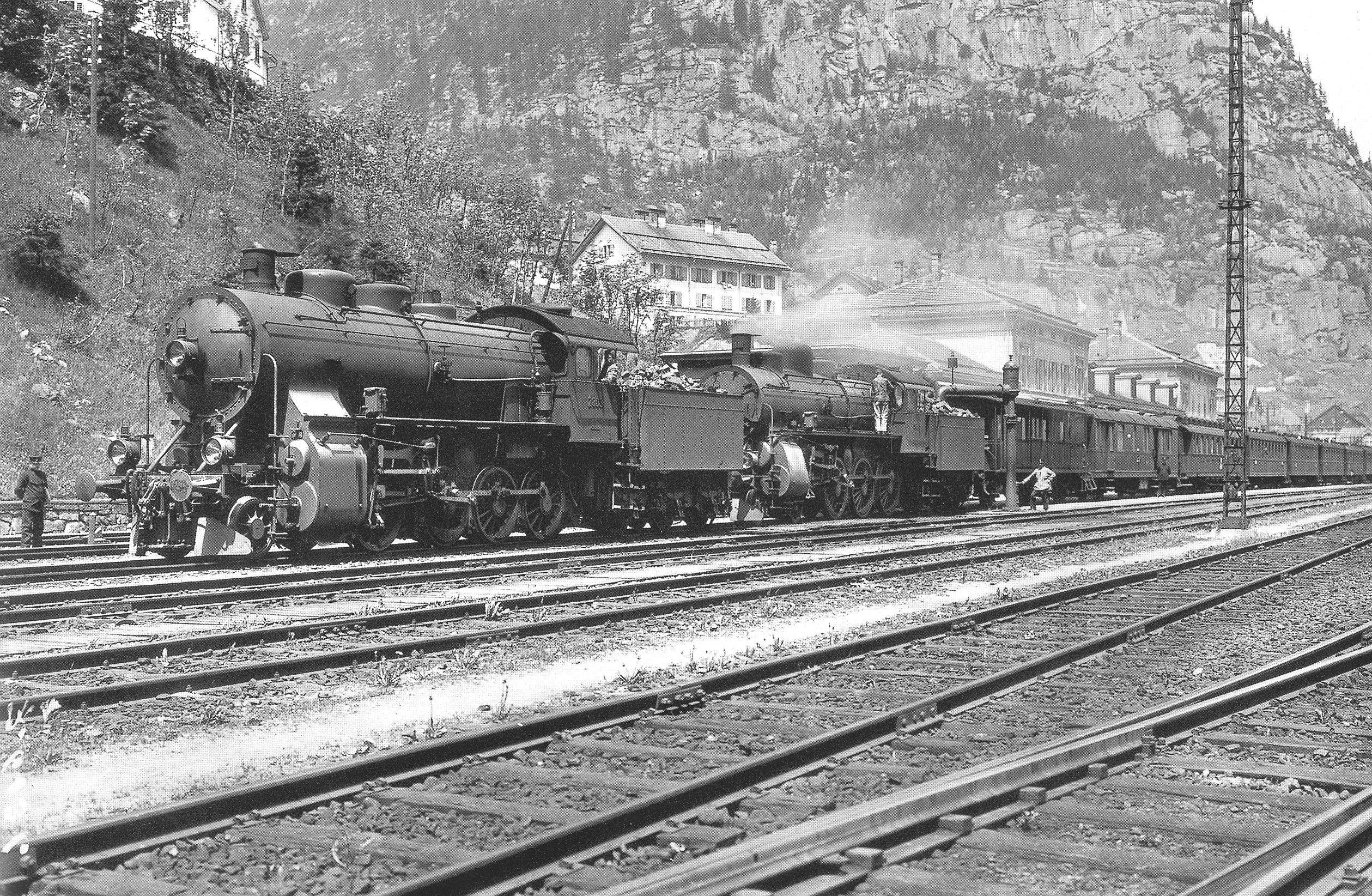
Die A 3/5 931–938 hatten den gleichen Tender wie die C 4/5. Ein Schnellzug mit Vorspann C 4/5 und A 3/5 931–938 hat den Bahnhof Göschenen erreicht.

Der als Innenrahmen ausgeführte Barrenrahmen der Lokomotive war 100 mm stark. Die Kuppelachsen waren mit 6 unter den Lagern angebrachten Längsfedern abgestützt. Zwischen der Achse 2 und 3 befanden sich Ausgleichshebel. Das Drehgestell hatte einen niedrigen Blechrahmen, und die Achsen waren mit 4 Blattfedern über den Achslagern abgefedert. Der Achsdruck war hoch, insbesondere das Drehgestell wurde mit 30 Tonnen belastet, was einen Laufachs-Achsdruck von 15 Tonnen ergab. Diese Last lag auf zwei seitlichen Gleitplatten, während die Führung ein zylindrischer Drehzapfen in kugeliger Büchse übernahm. Das Drehgestell war 38 mm auf beide Seiten verschiebbar und wurde mit einer Doppelblattfeder in der Mitte zentriert. Zusätzlich war bei der mittleren Treibachse der Spurkranz um 5 mm dünner gedreht.
Die Hochdruckzylinder befanden sich innen und trieben die doppelt-gekröpfte erste Treibachse an. Die Niederdruckzylinder griffen aussen ebenfalls auf die erste Treibachse. Das Innen- und Aussentreibwerk war auf einer Seite um je 180° versetzt, die beiden Seiten zueinander um 90°. Damit war ein recht guter Masseausgleich gewährleistet. Die Zylinderachse war in einem Verhältnis von 1:18 geneigt. Jedes Zylinderpaar bestand aus einem gemeinsamen Gussstück, in dem auch Schieberklammern, Rohrgehäuse und Kesselsattel integriert waren. Die äusseren Kolbenstangen wurden nach vorne durchgeführt, die inneren nicht.
Die Steuerung nach Walschaert war aussenliegend und betätigte mittels einer Querwelle den für Hoch- und Niederdruck gemeinsam verwendeten dreiteiligen Kolbenschieber. Dieser hatte eine Innenkant-Einströmung für den Hochdruckzylinder und eine Aussenkant-Einströmung für den Niederdruckzylinder. Dies hatte kurze Dampfwege und geringe Wärmeverluste als Vorteil, musste aber mit relativ grossen Kolbenschiebern erkauft werden, was im Betrieb durch die grosse zu bewegende Masse immer wieder zu Beschädigungen an der gesamten Steuerung führte. Es gab eine Umströmvorrichtung für die Niederdruckzylinder als Anfahrhilfe sowie Ricour-Saugventile an den Hochdruckzylindern. Die Lokomotive besass keine Gegendruckbremse.
Die Lokomotive besass wegen der vielen Tunnels einen Rauchminderungsapparat, einen Geschwindigkeitsmesser der Bauart Klose und eine Dampfheizung für den Zug.
Die Treibwerksanordnung mit gemeinsamer Treibachse nach System von Borries entsprach wie Zylindermasse und Steuerungsteile der C 4/5. Somit konnte zumindest ein Teil der Ersatzteile für beide Maschinentypen verwendet werden. Der Sandkasten war auf dem Kessel angeordnet. Die Sandstreueinrichtung nach System Leach konnte sowohl von Hand als auch mit Druckluft betätigt werden.
Der dreiachsige Tender war der gleiche wie bei der C 4/5. Es war ein gedrängt gebauter Typ mit Aussenrahmen und äusseren Tragfedern ohne Ausgleichshebel. Der Wasserkasten wurde hufeisenförmig um und unter dem Kohlekasten hindurch geführt.
Der Tender besass eine zwölf-klötzige Spindelbremse, auf welche auch die Westinghousebremse wirkte. Die doppelte Westinghousebremse wirkte einseitig auf alle Kuppelräder sowie auf die vierklötzige Drehgestellbremse. Der Luftbehälter war quer vor der Feuerbüchse zwischen der 1. und 2. Treibachse eingebaut.
Die Zugkraft wurde mit 10000 Kilopond, die Leistung mit 1660 PS angegeben. Dies erlaubte es, auf den 27 ‰ Steigung 150 Tonnen zu ziehen. Die Anhängelast war somit etwas grösser als bei den A 3/5 der ersten Serie.
| Nummer | Fabrik- Nummer | Baujahr | Hersteller | Überhitzer Typ Clench | Überhitzer Typ Schmidt | Ausrangiert |
| ------ | -------------- | ------- | ---------- | --------------------- | ---------------------- | ----------- |
| 931    | 2727           | 1908    | Maffei     | 1908                  | 1914                   | 1925        |
| 932    | 2728           | 1908    | Maffei     | 1908                  | 1913                   | 1925        |
| 933    | 2729           | 1908    | Maffei     | 1908                  | 1913                   | 1925        |
| 934    | 2730           | 1908    | Maffei     | 1908                  | 1913                   | 1925        |
| 935    | 1892           | 1908    | SLM        | 1908                  | 1914                   | 1925        |
| 936    | 1893           | 1908    | SLM        | 1908                  | 1915                   | 1925        |
| 937    | 1894           | 1908    | SLM        | 1908                  | 1914                   | 1925        |
| 938    | 1895           | 1908    | SLM        | 1908                  | 1915                   | 1925        |

1. ↑  Die Lokomotiven erhielten von Anfang an Nummern nach SBB-Schema

## Betriebliches
Die Lokomotiven waren immer der Werkstätte Bellinzona und somit dem SBB-Kreis V zugeteilt. Alle Lokomotiven wurden im Jahre 1925 ausrangiert und danach verschrottet.